# 関の花勉
関の花 勉（せきのはな つとむ、1959年5月2日 - ）は、茨城県真壁郡関城町（現在の筑西市）出身で伊勢ヶ濱部屋に所属した元大相撲力士。本名は栗原 勉（くりはら つとむ）。186cm、106kg。最高位は東十両11枚目。得意技は右四つ、寄り、吊り。

## 経歴
中学校で柔道を始め、父親の知人が伊勢ヶ濱部屋の後援会に入っていた縁で入門した。
1975年3月場所に初土俵。出世は早い方ではなかったが、怪力を活かした右四つからの投げや吊りといった豪快な相撲で着実に番付を上げて行き、1983年11月場所に十両昇進。この場所は4勝11敗と負け越して1場所で幕下に陥落。十両はこの1場所のみであった。その後も幕下上位で相撲を取り続けたが、1990年5月場所限りで廃業。

## 主な成績
- 通算成績：332勝304敗9休  勝率.522
- 十両成績：4勝11敗  勝率.267
- 現役在位：92場所
- 十両在位：1場所

### 場所別成績
| | 一月場所 初場所（東京） | 三月場所 春場所（大阪） | 五月場所 夏場所（東京） | 七月場所 名古屋場所（愛知） | 九月場所 秋場所（東京） | 十一月場所 九州場所（福岡） |
| --- | ----------------------- | ----------------------- | ----------------------- | --------------------------- | ----------------------- | --------------------------- |
| 1975年 （昭和50年） | x                       | （前相撲）              | 東序ノ口14枚目 4–3      | 東序二段96枚目 6–1          | 東序二段32枚目 1–6      | 東序二段66枚目 1–3–3        |
| 1976年 （昭和51年） | 西序二段101枚目 6–1     | 東序二段23枚目 3–4      | 東序二段31枚目 7–0      | 東三段目30枚目 1–6          | 東三段目61枚目 1–0–6    | 東序二段2枚目 4–3           |
| 1977年 （昭和52年） | 東三段目71枚目 3–4      | 西三段目83枚目 4–3      | 東三段目70枚目 4–3      | 西三段目53枚目 2–5          | 西三段目77枚目 4–3      | 西三段目60枚目 5–2          |
| 1978年 （昭和53年） | 西三段目36枚目 5–2      | 東三段目10枚目 2–5      | 東三段目30枚目 3–4      | 東三段目42枚目 5–2          | 東三段目12枚目 3–4      | 西三段目24枚目 2–5          |
| 1979年 （昭和54年） | 東三段目48枚目 6–1      | 西三段目4枚目 6–1       | 東幕下31枚目 3–4        | 西幕下42枚目 3–4            | 西幕下50枚目 4–3        | 西幕下40枚目 2–5            |
| 1980年 （昭和55年） | 西三段目4枚目 3–4       | 西三段目17枚目 5–2      | 西幕下53枚目 4–3        | 西幕下45枚目 5–2            | 西幕下26枚目 2–5        | 東幕下44枚目 6–1            |
| 1981年 （昭和56年） | 東幕下18枚目 3–4        | 東幕下24枚目 3–4        | 東幕下34枚目 3–4        | 西幕下41枚目 5–2            | 東幕下26枚目 3–4        | 西幕下34枚目 1–6            |
| 1982年 （昭和57年） | 東三段目3枚目 5–2       | 東幕下38枚目 4–3        | 西幕下27枚目 4–3        | 西幕下21枚目 5–2            | 西幕下10枚目 3–4        | 東幕下17枚目 3–4            |
| 1983年 （昭和58年） | 西幕下24枚目 4–3        | 西幕下20枚目 3–4        | 東幕下35枚目 4–3        | 東幕下24枚目 6–1            | 西幕下2枚目 5–2         | 東十両11枚目 4–11           |
| 1984年 （昭和59年） | 東幕下6枚目 3–4         | 東幕下12枚目 3–4        | 西幕下20枚目 4–3        | 西幕下13枚目 4–3            | 東幕下11枚目 3–4        | 東幕下19枚目 4–3            |
| 1985年 （昭和60年） | 東幕下14枚目 6–1        | 東幕下3枚目 4–3         | 西幕下筆頭 3–4          | 西幕下6枚目 2–5             | 西幕下22枚目 4–3        | 西幕下19枚目 4–3            |
| 1986年 （昭和61年） | 西幕下10枚目 4–3        | 東幕下7枚目 3–4         | 西幕下11枚目 4–3        | 東幕下9枚目 4–3             | 西幕下4枚目 3–4         | 東幕下9枚目 3–4             |
| 1987年 （昭和62年） | 西幕下14枚目 4–3        | 西幕下10枚目 1–6        | 西幕下42枚目 5–2        | 西幕下24枚目 4–3            | 西幕下17枚目 1–6        | 東幕下44枚目 6–1            |
| 1988年 （昭和63年） | 西幕下22枚目 5–2        | 西幕下12枚目 3–4        | 西幕下17枚目 4–3        | 東幕下13枚目 4–3            | 西幕下8枚目 3–4         | 西幕下13枚目 5–2            |
| 1989年 （平成元年） | 西幕下6枚目 3–4         | 西幕下11枚目 5–2        | 西幕下2枚目 3–4         | 東幕下7枚目 3–4             | 東幕下11枚目 3–4        | 東幕下19枚目 5–2            |
| 1990年 （平成2年） | 西幕下9枚目 2–5         | 東幕下25枚目 3–4        | 東幕下34枚目 引退 2–5–0 | x                           | x                       | x                           |
| 各欄の数字は、「勝ち-負け-休場」を示す。 優勝 引退 休場 十両 幕下 三賞：敢=敢闘賞、殊=殊勲賞、技=技能賞 その他：★=金星 番付階級：幕内 - 十両 - 幕下 - 三段目 - 序二段 - 序ノ口 幕内序列：横綱 - 大関 - 関脇 - 小結 - 前頭（「#数字」は各位内の序列） |                         |                         |                         |                             |                         |                             |

## 改名歴
- 栗原山 勉（くりはらやま つとむ）1975年3月場所 - 1979年1月場所
- 関の花 勉（せきのはな つとむ）1979年3月場所 - 1990年5月場所